# Превод с помощта на компютър
Преводът с помощта на компютър (англ. computer-aided translation или computer-assisted translation – CAT) представлява форма на превод, при която човек преводач превежда текст с помощта на компютърен софтуер, предназначен да улесни процеса на превеждане.

## Превод с помощта на компютър и машинен превод
Макар че двете понятия са близки, преводът с помощта на компютър не трябва да се бърка с машинния превод.
При превода с помощта на компютър компютърната програма помага на преводача, който превежда текста собственоръчно, взимайки всички съществени решения, докато при машинния превод преводачът помага на програмата да превежда текста, който след това може да бъде редактиран от преводача или да остане непроменен. В този смисъл можем да наречем машинния превод „автоматичен“, а превода с помощта на компютър – „автоматизиран“.

## Общ преглед
„Превод с помощта на компютър“ е термин с широко и размито значение, който може да се отнася за различни инструментални средства, както съвсем прости, така и доста сложни. Между тях може да са следните:
- Автоматично сегментиране на изходния текст (разделяне на текста на малки откъси, обикновено изречения или абзаци, за да се улесни превеждането).
- Проверка на правописа (вградена в текстообработваща програма или реализирана като допълнителна програма).
- Проверка на граматиката (вградена в текстообработваща програма или реализирана като допълнителна програма).
- Модули за работа с терминология, които позволяват на преводача да поддържа своя собствена база от данни с термини в електронен вид. Тя може да представлява както обикновена таблица, създадена с използваната от преводача програма за текстообработка или електронни таблици, така и база от данни, създадена с програма като широко разпространената сред преводачите FileMaker, Microsoft Access или по-скъпи и специализирани програми като LogiTerm, MultiTerm, Termex и др.
- Едноезични или двуезични речници в електронен вид.
- Терминологични бази от данни, разпространявани на компактдискове или достъпни чрез Интернет.
- Системи за пълнотекстово търсене или индексиране, които позволяват на потребителя да претърсва вече преведени текстове или различни справочни документи. Такива са например Naturel, ISYS Search Software и dtSearch.
- Програми за извличане на списъци от думи, които търсят срещания на дадена дума или израз в едноезичен, двуезичен или многоезичен корпус.
- Битекстове – сравнително ново средство; представляват обединения на оригинален текст с неговия превод, които могат да бъдат претърсвани чрез инструмент за пълнотекстово търсене.
- Програми за работа със запаметени преводи, които поддържат бази от данни с текстови сегменти на оригиналния език и техните преводи на един или няколко други езика.
- Системи с висока степен на автоматизация, доближаващи се до машинния превод, но позволяващи на потребителя да се намесва в случай на двусмислие в текста. Понякога този процес се нарича „подпомаган от човек машинен превод“ (англ. human-aided machine translation, HAMT).

## Сравнение между различни програми за превод с помощта на компютър
(азбучен ред, първо са изброени свободните програми, след това – останалите)
| Програма                           | Поддържани файлови формати | ОС                                                                                       | Цена                                                       | Лиценз      |
| ---------------------------------- | --- | ---------------------------------------------------------------------------------------- | ---------------------------------------------------------- | ----------- |
| ForeignDes                         | HTML, изходен код на C и Java, изходни файлове за Microsoft Help (HPJ, HHC, HHK, CNT), Trados, | Windows                                                                                  | отворен код                                                | отворен код |
| Okapi Framework                    | PO, Windows RC, TMX, Wordfast, Trados, Java Properties, базиран на регулярни изрази текст, Illustrator, INX, ResX, таблични файлове, XML | Windows (.NET)                                                                           | LGPL                                                       | LGPL        |
| OmegaT                             | HTML, DocBook, неформатиран текст, PO, JavaHelp, Java Resource Bundles, OpenOffice.org, StarOffice | Multiplatform (Java)                                                                     | отворен код                                                | отворен код |
| Transolution                       | HTML, StarOffice/OpenOffice.org, XLIFF, DOCBOOK | Multiplatform (Python)                                                                   | GPL                                                        | GPL         |
| Cafetran                           | HTML, XML, OpenOffice.org, AbiWord, Kword, MS Word | многоплатформена (Java)                                                                  | 180 евро                                                   |             |
| Déjà Vu (DVX)                      | XML, Plain Text, OpenOffice.org, Adobe FrameMaker, Adobe PageMaker, ASP, Interleaf/Quicksilver, InDesign, Help Content, SGML, MS Access, MS Excel, MS PowerPoint, MS Word, QuarkXPress, RTF, ресурсни файлове (*.rc), изходен код на C/C++/Java, Java Properties, JavaScript, VBScript, GNU gettext | Windows                                                                                  | 490 евро                                                   | несвободна  |
| Heartsome Translation Suite        | HTML/XHTML, XML, Plain Text, OpenOffice.org, StarOffice, AbiWord, PO/POT (GNU Gettext), SVG, Adobe FrameMaker (MIF), Adobe InDesign, DocBook, DITA, Java Properties, JavaScript, RTF, Tagged RTF, Trados TTX, MS Office 2003 XML, ResX (ресурси на Windows .NET)                                    | многоплатформена (Java)                                                                  | виж ценоразписа.                                           |             |
| Lingotek                           | HTML/XHTML, XML, Plain Text, OpenOffice.org, StarOffice, AbiWord, PO/POT (GNU Gettext), Adobe FrameMaker (MIF), Java Properties, JavaScript, RTF | многоплатформена (Web-based)                                                             | ?                                                          |             |
| LogiTerm                           | ? | ?                                                                                        | ?                                                          |             |
| MemoQ                              | HTML, неформатиран текст, MS Word (също RTF и други документи на Word), Excel, PowerPoint, Trados TTX, затворен двуезичен формат | Windows                                                                                  | 4Free: безплатна Translator Pro: 390 евро LSP 5: 1490 евро | несвободна  |
| MetaTexis                          | HTML, XML, ресурсни файлове (*.rc), MS Word (всички видове текстови файлове, които могат да се импортират в MS Word), MS Excel, MS PowerPoint, Adobe FrameMaker, Adobe PageMaker, QuarkXPress | Windows                                                                                  | Lite: 29 евро Pro: 79 евро .NET/Office: 109 евро           | несвободна  |
| MLTS                               | ? | ?                                                                                        | ?                                                          |             |
| MultiCorpora MultiTrans            | ? | ?                                                                                        | ?                                                          |             |
| MultiLing Fortis Translation Suite | ? | ?                                                                                        | ?                                                          |             |
| Rainbow                            | HTML, XHTML, скриптове, Photoshop и др. | Windows (.NET)                                                                           | безплатна                                                  | несвободна  |
| SDLX                               | ? | ?                                                                                        | ?                                                          |             |
| STAR Transit                       | ? | ?                                                                                        | ?                                                          |             |
| Trados Translators Workbench       | При инсталирането си автоматично добавя шаблон в MS Word. За работа в Excel и PowerPoint трябва да се използва приложението T_windows, инсталирано заедно с Workbench | ?                                                                                        | ?                                                          |             |
| TM-database                        | Java Properties, Microsoft resource RESX, Android resource XML/Smali, PHP sources, MS Office Open XML, Indesign INX, HTML, UNI, Qt TS, XLIFF XLC, Plain Text TXT | Windows                                                                                  | безплатна                                                  | GPL         |
| Tr-aid                             | ? | ?                                                                                        | ?                                                          |             |
| WebTranslateIt                     | Gettext .po/.pot, Ruby .yml (Ruby on Rails), XLIFF, Java .properties/.xml, Qt .ts, JSON, Apple .strings (Macintosh, iPhone and iPad), Android .xml, BlackBerry .rrc, HTML, XHTML, Microsoft .resx, plain text, Markdown, Textile, PHP .ini.                                                         | многоплатформена (Web-based)                                                             | Виж сайта, свободен за отворен код                         | несвободна  |
| WordFast                           | MS Word, MS Excel, MS PowerPoint, PDF, RTF, TTX, HTML, ASP и др. | Wordfast Classic – макрос за MS Word, Wordfast Pro – Java, Wordfast Anywhere – web-based | 330 евро                                                   | несвободна  |
| WordFisher                         | MS Word | WordBasic/макрос за MS Word                                                              | безплатна                                                  |             |
| Similis                            | HTML, PDF, Word, Trados | Windows                                                                                  | 295 евро (за 1 раб. място)                                 | несвободна  |
| Open Language Tools                | HTML/XHTML, XML, DocBook SGML, ASCII, StarOffice/OpenOffice.org/ODF, .po (gettext), .properties, .java (ResourceBundle), .msg/.tmsg (catgets) | многоплатформена (Java)                                                                  | безплатна                                                  | CDDL        |